# Fluorescein
Fluoresceín (tudi fluorescin) je oranžnordeče barvilo, ki daje rumeno raztopino z zeleno fluorescenco. Uporablja se za ugotavljanje vodnih tokov, kot ojačevalni medij pri laserju, v fluorescenčni mikroskopiji za označevanje celic, v forenziki in serologiji za ugotavljanje prikritih krvnih madežev, pri angiografiji za diagnosticiranje bolezni ožilja in tumorjev ter kot diagnostični pripomoček pri oftalmologiji. Poleg tega je tudi prehranski dodatek, znan pod imenom rumeno 7.

## Kemijske in fizikalne lastnosti
Absorpcijski maksimum spojine je 494 nm, valovna dolžina oddane svetlobe pa je 521 nm v vodi (zelena barva). Disociacijska konstanta kisline (pKa) je 6,4, izozbestična točka, tj. enaka absorpcija pri vseh vrednostih pH, pa je pri 460 nm.

## Derivati
Obstaja veliko derivatov fluoresceina, kot je fluorescein izotiocianat (FITC). Slednji je pravzaprav fluorescein, ki vsebuje na dnu obroča izotiocianatno funkcionalno skupino (-N=C=S), ki tako nadomešča vodikov atom. Tovrsten derivat je reaktiven proti aminskim funkcionalnim skupinam na proteinih znotraj celic. Naslednji pogosti derivat je NHS-fluorescein, ki vsebuje sukcinimidil-estersko funkcionalno skupino. Obstaja še mnogo drugih derivatov za uporabo v kemijskih in bioloških znanostih, ki imajo modificirane funkcionalne skupine, fotostabilnost ali spekter oddane svetlobe.

## Sinteza
Prvo sintezo fluoresceina je izvedel Adolf von Baeyer leta 1871. Lahko se ga sintetizira preko Friedel-Craftove reakcije iz anhidrida ftalne kisline in resorcinola ob dodatku cinkovega klorida (ZnCl2) kot katalizatorja.

## Uporaba

### Hidrogeografija
Od leta 1871 se pod imenom Uranine uporablja pri hidrogeografiji uporablja za ugotavljanje naravnih vodnih tokov ter za raziskovanje onesnaženosti, nasplošno pa tudi za ugotavljanje razpok pri vodovodnih in kanalizacijskih sistemih.

### Raziskave
V celični biologiji se izotiocianatni derivat uporablja za označevanje določenih tipov celic pri fluorescenčni mikroskopiji, saj se lahko fluorescein veže na določeno protitelo, ki se nato veže specifično na celico. Poleg tega se lahko spojino konjugira z nukleotidom (natančneje z nukleozid trifosfati ali NTP) in se vključi v hibridizacijske sonde za in situ hibridizacijo. Sonde se nato lahko detektira preko fluorescence (fluorescenčna in situ hibridizacija ali FISH), ali pa se uporabi določeno protitelo, ki se ga določi imunohistokemijsko. V slednjem primeru se skupaj z digoksigeninom, ki je vezan na določen protein, označuje dva gena v istem vzorcu.

### Medicina
Pri oftalmologiji se kapljice s fluoresceinom uporablja za diagnosticiranje odrgnin in vnetij ali okužb roženice, saj se na mestu poškodb fluorescein kopiči, ki po osvetlitvi z modro svetlobo oddaja rumeno svetlobo.  
Pri angiografiji se fluorescein uporablja za diagnosticiranje bolezni ožilja, pa tudi tumorjev na področju očesa in možganov.

## Toksičnost
Topični (omejeno na določen predel), peroralni in predvsem intravenozni način uporabe fluoresceina lahko povzroči stranske učinke, kot so slabost, bruhanje, koprivnica (urtikarija), akutna hipotenzija (prehodno zmanjšani krvni tlak), anafilaktični šok, srčni zastoj in nenadna smrt.